# Hikari Mitsushima
Hikari Mitsushima (満島ひかり?, Mitsushima Hikari; Okinawa, 30 novembre 1985) è un'attrice giapponese.
Ha iniziato la sua carriera nel 1997 come cantante e idol nei gruppi j-pop Folder e Folder 5. È apparsa successivamente nei film Death Note - Il film (2006) e Love Exposure (2008), controverso dramma diretto da Sion Sono. Proprio la sua performance in quest'ultima pellicola le ha valso numerosi riconoscimenti.

## Filmografia

### Cinema
- Mosura 2: Kaitei no daikessen, regia di Kunio Miyoshi (1997)
- Death Note - Il film (デスノート), regia di Shūsuke Kaneko (2006)
- Death Note - Il film: L'ultimo nome (デスノート the Last name Desu Nōto the Last name), regia di Shūsuke Kaneko (2006)
- Love Exposure (愛のむきだし Ai no mukidashi), regia di Sion Sono (2008)
- Kakera, regia di Momoko Andô (2009)
- Kawa no soko kara konnichi wa, regia di Yûya Ishii (2010)
- Moteki, regia di Hitoshi Ône (2011)
- Akunin, regia di Sang-il Lee (2010)
- Kita no kanaria-tachi, regia di Junji Sakamoto (2012)
- Kakekomi onna to kakedashi otoko, regia di Masato Harada (2015)
- Saikô no jinsei no mitsuke kata, regia di Isshin Inudô (2019)

### Televisione
- Bloody Monday 2 (ブラッディ・マンデイ) – serie TV (2010)
- Ohisama – serie TV, episodio 1x01 (2011)
- Soredemo, ikite yuku – serie TV, 7 episodi (2011)
- Gomenne seishun! – miniserie TV, 10 puntate (2014)
- Wakamonotachi – miniserie TV, 10 puntate (2014)
- Dokonjô gaeru – miniserie TV, 10 puntate (2015)
- Edogawa Rampo Short Stories II Drama Special 2016 – miniserie TV, 3 puntate (2016)
- Totto TV – miniserie TV, 7 puntate (2016)
- Quartet – miniserie TV, 10 puntate (2017)
- Kangoku no ohimesama – miniserie TV, 10 puntate (2017)
- First Love (2022) as Yae Noguchi

### Video musicali
- Mondo Grosso, Labyrinth (ラビリンス?)[1]
- Ego-Wrappin', Gunjo (群青?)[2]
- Roze (ロゼ?)[3]

## Doppiaggio

### Film d'animazione
- Carolina in: One Piece Gold - Il film